# Cosimo Antonelli
Cosimo Antonelli (Venetië, 23 juli 1925 – 16 januari 2014) was een Italiaans waterpolospeler.
Cosimo Antonelli nam als waterpoloër eenmaal deel aan de Olympische Spelen; in 1956. In 1956 maakte hij deel uit van het Italiaanse team dat als vierde eindigde. Hij speelde een wedstrijd als keeper.